# 华表塔
华表塔，位于中国广东省河源市和平县彭寨镇红卫村，为河源市和平县的一个县级文物保护单位，类型为古建筑，公布时间为1983年8月。
华表塔的历史年代为明代。